# CSKA de Moscovo
O PFC CSKA Moscovo (em russo:  ПФК ЦСКА Профессиональный футбольный клуб ЦСКА), mais conhecido como CSKA de Moscovo (português europeu) ou CSKA Moscou (português brasileiro), é um clube de futebol de Moscovo, capital da Rússia, e um dos maiores e mais antigos clubes do país, fundado em 1911. 
O nome em português significa Clube Central de Esportes do Exército. Além do Futebol, o CSKA possuí ainda uma divisão de Basquete (Basquetebol do CSKA de Moscovo), Hóquei no gelo (HC CSKA Moscou), Futsal, Volêi, Polo aquático, Bandy, Rugby e Luta livre. 
O CSKA venceu 6 Campeonatos Russos, sete Campeonatos Soviéticos, nove Copas da Rússia e cinco Copas da União Soviética. Além disso, foi campeão da Copa da UEFA de 2004-05, sendo a primeira equipe russa a ganhar um torneio europeu. O CSKA, representando os militares, faz o maior clássico da Rússia com seu arquirrival, o Spartak, clube dos operários.

## História
O clube foi fundado em 1911 na cidade de Moscovo, quando a sociedade de esporte amador do Exército Russo criou o setor de futebol. Em 1917, o clube, na época chamado OLLS disputou o seu primeiro campeonato em Moscou. Com a ascensão da Revolução Russa, as organizações esportivas foram modificadas para atender ao modelo socialista, e os antigos esportistas ingressaram em uma nova organização, chamada OPPV e comandada pelo Exército Vermelho. Em 1926, a equipe venceu o campeonato amador de Moscou, que na época era a principal liga da União Soviética, visto que toda a força futebolística da época era concentrada na capital. Seis equipes participaram, entre elas o Dínamo e o Pischeviki, que mais tarde viria a se tornar o Spartak. Em 1928, o exército cria uma nova organização, a Casa Central do Exército Vermelho, com a sigla CDKA, e a equipe finalmente toma a forma que levaria ao seu progresso e renome. Em 1935, o CDKA ganha o primeiro campeonato profissional de Moscou, apesar de tanto o Dínamo quanto o Spartak não terem jogado na mesma divisão, pois ainda estavam com o status de amadores.

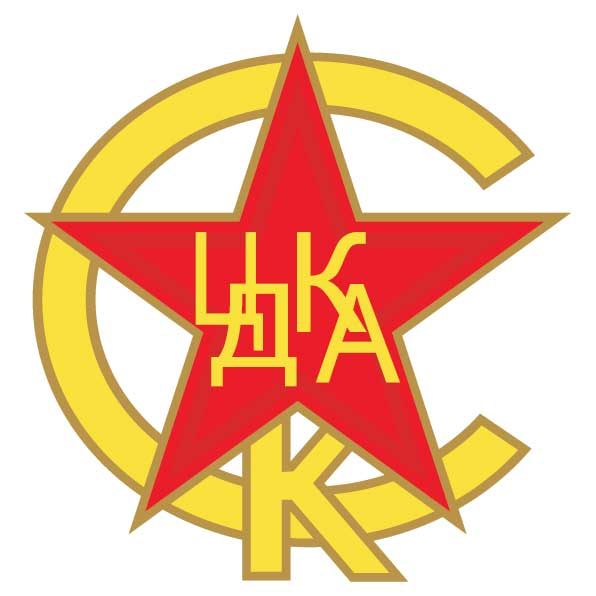
Logotipo do CDKA Moscou (1928-1951)

O ano de 1936 é um marco para o futebol russo, já que neste ano ocorreu o primeiro campeonato nacional do país. Pela primeira vez, era disputado o Campeonato Soviético de Futebol, com a participação, além dos já conhecidos Dínamo e Spartak, de Lokomotiv, Dínamo de Kiev e do hoje extinto Aurora Vermelha. Neste mesmo campeonato, o CDKA, representando o exército e a ordem, formou a sua grande rivalidade, que perdura até hoje, com o Spartak, que representava os trabalhadores e as classes menos favorecidas.
No final da década de 1940 e início da década de 1950, o CDKA ganhou seus primeiros e principais títulos na URSS. Com o fim da guerra, em 1945, em respeito e memória dos mortos, o Exército Vermelho, mudou seu nome para Exército Soviético, e em o CDKA teve de se adaptar, substituindo o "Krasnoi" (vermelho) de seu nome, por "Sovietskoi" (soviético), em 1951, e mudando a sigla para CDSA. Para os Jogos Olímpicos de Verão de 1952, o CDSA foi a base da Seleção Soviética.

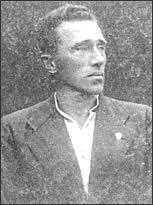
Boris Arkadev, ídolo do CSKA nos anos 1940 e 1950.

Na década de 1950, o CDSA teve grandes jogadores, mas ganhou pouquíssimos títulos e não apresentava um futebol exemplar. Seu único título importante foi uma Copa da URSS, em 1955. Além disso, foi terceiro colocado no campeonato soviético por três ocasiões (1955, 1956 e 1958). Entre os principais jogadores desta época, estão Albert Shesternov, Grigory, pai e Vladimir Fedotov, filho, Vsevolod Borbov e Vladimir Kaplitchni.  Em 1957, por conta de mudanças internas dentro do exército, o CDSA mudou de nome novamente, desta vez para CSK MO. Três anos mais tarde, em 1960, o clube mudou de nome pela última vez, passando a se chamar CSKA. Em 1970, o CSKA ganharia outro campeonato soviético, após 19 anos sem conquistá-lo.
Entre 1971 e 1991, o CSKA passou por diversas crises e um período de 20 anos sem títulos nacionais. No início dos anos 1990, ficou claro que a União Soviética dificilmente se recuperaria das crises que consumiam sua estrutura, e estava prestes a cair. Na última edição do campeonato soviético, disputada em 1991, o CSKA conquistou seu sétimo título, encerrando o jejum. Em 1992, com a queda da União Soviética e a consolidação da Rússia, o campeonato nacional começava praticamente do zero, e o CSKA, como esperado, ingressou na divisão principal, com um elenco que contava com Igor Korneyev, Dmitriy Galyamin e Dmitriy Kuznetsov. O CSKA demorou mais de uma década a adaptar-se aos novos tempos e voltar a festejar a conquista da principal competição interna. Em 2003, o clube conquista seu primeiro título russo, e repete o feito em 2005, mesmo ano em que conquista seu mais importante título europeu, a Copa da UEFA de 2004-05, sobre o clube português Sporting. O tricampeonato nacional veio no ano seguinte, em 2006, com um tenso empate contra seu maior rival, o Spartak Moscou. O domínio do CSKA durante estes três anos foi o resultado do alargamento do trabalho comercial do CSKA, cujos dirigentes puderam alargar os horizontes com o valioso patrocínio da companhia petrolífera Sibneft, hoje filiada à Gazprom, que teria Roman Abramovich como um dos acionistas. A UEFA investigou a situação quando o CSKA ficou, por capricho do sorteio, no mesmo grupo do Chelsea, mas a federação teve de reconhecer que o milionário russo não tinha qualquer envolvimento no ocorrido. Em três anos, a Sibneft permitiu a entrada de 45 milhões de euros nos cofres do clube, atraindo brasileiros como Vágner Love, Daniel Carvalho, Dudu Cearense e Jô. O clube também teve Zico como seu técnico, substituindo o lendário treinador Valeri Gazaev, em 2009. O CSKA conquistou seu quarto título russo na temporada de 2012-13. Na temporada seguinte, em 2013-14 conquistou seu quinto título russo, sendo campeão duas vezes seguidas,e dois anos depois, em 2015-16, conquistava seu sexto e último título do campeonato russo.

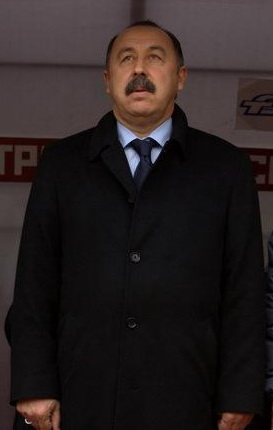
Valeri Gazaev, um dos mais importantes treinadores do CSKA.

## Os torcedores
Os torcedores do CSKA são conhecidos como os "soldados", pelo fato de o time ser uma organização dentro do Exército Russo. São conhecidos pelo apelido "cavalos", dado pelos rivais, e originário da época em que os militares treinavam em campos próximos a estábulos.

### Rivalidades
O maior rival do CSKA é o Spartak Moscou, com quem forma a maior rivalidade da Rússia e disputa o Grande Clássico Moscovita. Por ser o clube do exército, cujo acesso era restrito aos soldados, o CSKA criou desavenças com o Spartak, que originalmente foi fundado por humildes trabalhadores de um bairro pobre da região central de Moscou. Os estereótipos dos torcedores também é interessante, enquanto os torcedores do CSKA são vistos como disciplinados, ordeiros e bem-comportados, os torcedores do Spartak são vistos como arruaceiros e relaxados. O mascote do CSKA é um cavalo.

## Hino (ouvir)
| В игру — как в бой под флагом красно-синим. Другой такой команды просто нет. Чтоб стать футбольной гвардией России, Прошли армейцы славный путь побед! Бобров, Федотов — блеску их талантов Футбольный мир рукоплескал не раз. Болельщики команды лейтенантов Сегодня ждут больших побед от нас. Вперед армейцы — нам страх неведом! Вперед армейцы — вперед к победам! Вперед армейцы — мы вместе сила! Вперед армейцы, вперед Россия! Мы имя клуба гордо произносим. Наш ЦСКА сегодня на ходу. Мы возле сердца на футболках носим Как символ славы — красную звезду! Еще не все сказали мы в футболе - В игре, что стала нам давно судьбой. За честь России на зеленом поле Готовы дать любой команде бой Вперед армейцы — нам страх неведом! Вперед армейцы — вперед к победам! Вперед армейцы — мы вместе сила! Вперед армейцы, вперед Россия! | A partida é como uma guerra sob a bandeira azul-vermelha. Simplesmente não existe um time igual. Para se tornar a guarda do futebol da Rússia, O CSKA traçou um glorioso caminho de vitórias! O mundo do futebol aplaudiu muitas vezes O brilho do talento de Borbov e Fedotov. Os torcedores da equipe dos tenentes Hoje esperam mais vitórias de nós. Vamos, Soldados, não conhecemos o medo! Vamos, Soldados, para as vitórias! Vamos, Soldados, juntos temos a força! Vamos, Soldados, Vamos, Rússia! Com orgulho falamos o nome do clube, Nosso CSKA está em ação. Nós vestimos a camisa com o coração, E a estrela vermelha é um símbolo de glória! Ainda não mostramos tudo no futebol, No jogo que há anos é o nosso destino. Pela honra da Rússia no campo verdejante, Estamos preparados para enfrentar qualquer rival! Vamos, Soldados, não conhecemos o medo! Vamos, Soldados, para as vitórias! Vamos, Soldados, juntos temos a força! Vamos, Soldados, Vamos, Rússia! |

## Títulos
| CONTINENTAIS                                     | CONTINENTAIS            | CONTINENTAIS | CONTINENTAIS                                                                     |
|                                                  | Competição              | Títulos      | Temporadas                                                                       |
| ------------------------------------------------ | ----------------------- | ------------ | -------------------------------------------------------------------------------- |
|                                                  | Copa da UEFA            | 1            | 2004-05                                                                          |
| TÍTULOS NACIONAIS NA RÚSSIA (A PARTIR DE 1992)   |                         |              |                                                                                  |
|                                                  | Competição              | Títulos      | Temporadas                                                                       |
|                                                  | Campeonato Russo        | 6            | 2003, 2005, 2006, 2012-13, 2013-14 e 2015-16                                     |
|                                                  | Copa da Russia          | 9            | 2001-02, 2004-05, 2005-06, 2007-08, 2008-09, 2010-11, 2012-13 e 2022-23, 2024-25 |
|                                                  | Supercopa da Russia     | 8            | 2004, 2006, 2007, 2009, 2013, 2014, 2018 e 2025                                  |
| TÍTULOS NACIONAIS NA UNIÃO SOVIÉTICA (1936-1991) |                         |              |                                                                                  |
|                                                  | Competição              | Títulos      | Temporadas                                                                       |
|                                                  | Campeonato Soviético    | 7            | 1946, 1947, 1948, 1950, 1951, 1970 e 1991                                        |
|                                                  | Copa da União Soviética | 5            | 1945, 1948, 1951, 1955 e 1991                                                    |

## Uniformes

### Uniformes dos jogadores
- 1º Uniforme - Camisa vermelha, calção e meias azuis;
- 2º Uniforme - Camisa branca, calção e meias brancas.

| 1º Uniforme | 2º Uniforme |

### Uniformes anteriores
- 2018-19

| 1º Uniforme | 2º Uniforme | 3º Uniforme |

- 2017-18

| 1º Uniforme | 2º Uniforme |

- 2016-17

| 1º Uniforme | 2º Uniforme |

- 2015-16

| 1º Uniforme | 2º Uniforme |

- 2014-15

| 1º Uniforme | 2º Uniforme |

- 2013-14

| 1º Uniforme | 2º Uniforme |

- 2012-13

| 1º Uniforme | 2º Uniforme | 3º Uniforme |

- 2011-12

| 1º Uniforme | 2º Uniforme | 3º Uniforme |

- 2010-11

| 1º Uniforme | 2º Uniforme |

- 2009-10

| 1º Uniforme | 2º Uniforme | 3º Uniforme |

## Jogadores notáveis
- Alan Dzagoyev
- Igor Akinfeev
- Pavel Mamayev
- Sergey Ignashevich
- Aleksey Berezutskiy
- Vasiliy Berezutskiy
- Miloš Krasić
- Zoran Tošić
- Deividas Šemberas
- Ivica Olić
- Tomáš Necid
- Elvir Rahimić
- Ramon
- Vágner Love
- Daniel Carvalho
- Ricardo Jesus
- Jô
- Dudu Cearense
- Mário Fernandes
- Mark González
- Keisuke Honda
- Seydou Doumbia

## Recordistas de jogos
| #  | País                                        | Nome                | Período   | Jogos |
| -- | ------------------------------------------- | ------------------- | --------- | ----- |
| 1  | Rússia                                      | Igor Akinfeev       | 2003–     | 830   |
| 2  | Rússia                                      | Sergei Ignashevich  | 2004–2018 | 541   |
| 3  | Rússia                                      | Vasili Berezutski   | 2002–2018 | 534   |
| 4  | Rússia                                      | Aleksei Berezutski  | 2001–2018 | 530   |
| 5  | União das Repúblicas Socialistas Soviéticas | Vladimir Fedotov    | 1960–1975 | 382   |
| 6  | Rússia                                      | Alan Dzagoyev       | 2008-2022 | 373   |
| 7  | Lituânia                                    | Deividas Šemberas   | 2002–2012 | 367   |
| 8  | Bósnia e Herzegovina                        | Elvir Rahimić       | 2001–2014 | 347   |
| 9  | União das Repúblicas Socialistas Soviéticas | Vladimir Polikarpov | 1961-1975 | 341   |
| 10 | Rússia                                      | Sergei Semak        | 1994–2004 | 329   |

## Maiores artilheiros
| #  | País                                        | Nome               | Período         | Gols |
| -- | ------------------------------------------- | ------------------ | --------------- | ---- |
| 1  | União das Repúblicas Socialistas Soviéticas | Grigory Fedotov    | 1938–1949       | 124  |
| 2  | Brasil                                      | Vágner Love        | 2004–2011, 2013 | 124  |
| 3  | Costa do Marfim                             | Seydou Doumbia     | 2010–2014       | 95   |
| 4  | União das Repúblicas Socialistas Soviéticas | Vladimir Fedotov   | 1960–1975       | 92   |
| 5  | Rússia                                      | Sergei Semak       | 1994–2004       | 84   |
| 6  | Rússia                                      | Alan Dzagoev       | 2008-2022       | 83   |
| 7  | União das Repúblicas Socialistas Soviéticas | Vsevolod Bobrov    | 1945–1949       | 82   |
| 8  | União das Repúblicas Socialistas Soviéticas | Vladimir Dyomin    | 1944-1954       | 81   |
| 9  | União das Repúblicas Socialistas Soviéticas | Valentin Nikolayev | 1940–1952       | 79   |
| 10 | União das Repúblicas Socialistas Soviéticas | Aleksey Grinin     | 1939-1952       | 76   |

## Elenco atual
Última atualização: 18 de agosto de 2025.

## Departamento de basquetebol

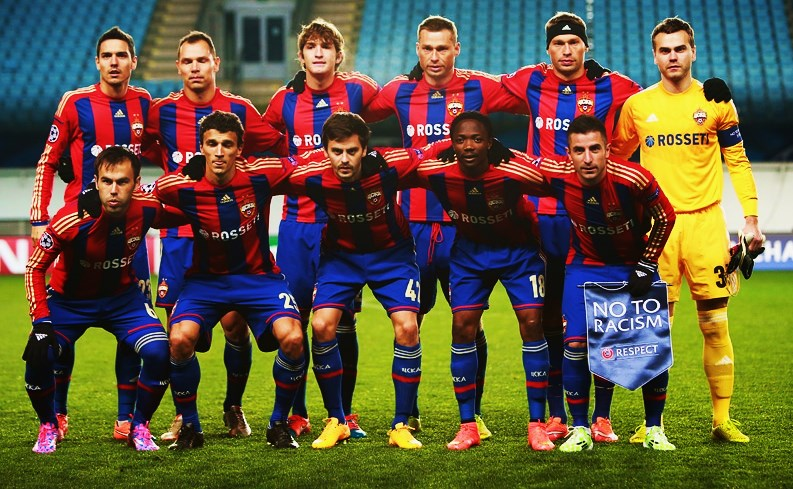
Time de futebol do CSKA moscou em 2014

CSKA Moscou ou PBC CSKA Moscou é a equipe de basquetebol do clube poliesportivo russo CSKA Moscou.
Atuando desde 1924, venceu 24 títulos nacionais na era soviética. No basquetebol russo, segue como a mais vitoriosa equipe, com 20 títulos. A nível europeu, o CSKA Moscou já obteve 7 títulos de Euroliga (1961, 1963, 1969, 1971, 2006, 2008 e 2016.